# Ciglena
Ciglena är en ort i Kroatien.   Den ligger i länet Bjelovar-Bilogoras län, i den nordöstra delen av landet, 70 km öster om huvudstaden Zagreb. Ciglena ligger 139 meter över havet och antalet invånare är 376.
Terrängen runt Ciglena är platt. Runt Ciglena är det ganska tätbefolkat, med 124 invånare per kvadratkilometer. Närmaste större samhälle är Bjelovar, 7,6 km nordväst om Ciglena. Trakten runt Ciglena består till största delen av jordbruksmark.